# Blue Note Records
Blue Note Records es un sello discográfico de jazz, nacido en 1939 gracias a Alfred Lion y Francis Wolff. Su nombre viene de la característica blue note (nota azul) del blues y el jazz. Actualmente pertenece a Universal Music Group.
Históricamente, este sello ha estado asociado con el estilo de jazz hard bop, pero también con el blues, el soul y el gospel. Entre los más destacados artistas que han grabado con este sello están: Norah Jones, Horace Silver, Jimmy Smith, Freddie Hubbard, Lee Morgan, Thelonious Monk, Art Blakey y Miles Davis.

## Historia
La compañía discográfica fue fundada en Nueva York por Alfred Lion en 1939. Lion, judío alemán nacido en Berlín, había llegado a Estados Unidos huyendo del nazismo unos años antes. Siendo adolescente, había asistido a un concierto de jazz de Sam Wooding en su ciudad natal. Ya en Nueva York, asistió al concierto From Spirituals to Swing de 1938 en el Carnegie Hall que lo inspiró para crear su propio sello discográfico. En 1939 dirigió su primera grabación con los pianistas Albert Ammons y Meade Lux Lewis en unos estudios alquilados. Para iniciar Blue Note Records, Lion contó con la financiación de Max Margulis, un escritor comunista. Los primeros lanzamientos del sello fueron jazz tradicional y boogie woogie, y el primer éxito de la discográfica fue "Summertime" del saxofonista Sidney Bechet. En esta época, los músicos realizaban las sesiones de grabación por la mañana, al finalizar su trabajo en los clubes nocturnos de la ciudad y las compañías discográficas les suministraban bebidas alcohólicas para estimularles. Blue Note pronto se hizo conocida por tratar a los músicos de forma poco común, estableciendo sesiones de grabación en horarios agradables y permitiendo a los artistas involucrarse en todos los aspectos de la producción del disco.
Francis Wolff, fotógrafo profesional amigo de la infancia de Alfred Lion, emigró a los Estados Unidos a finales de 1939 y se unió a la compañía. En 1941, Lion fue reclutado por el ejército y dejó a Wolff a cargo del sello. A finales de 1943 Lion volvió al negocio, grabando a músicos y suministrando discos a las fuerzas armadas. Dispuesto a grabar artistas que la mayoría de discográficas rechazaban por considerarlos poco comerciales, en diciembre de 1943 iniciaron las sesiones de grabación con el pianista Art Hodes, el trompetista Sidney De Paris, el clarinetista Edmond Hall y el pianista de Harlem, James P. Johnson.
Hacia el final de la guerra, el saxofonista Ike Quebec estuvo grabando para Blue Note y acabó uniéndose a la compañía como buscador de talentos, labor que realizó hasta su muerte en 1963. Aunque estilísticamente pertenecía a una generación anterior, pudo apreciar el nuevo estilo de jazz bebop, cuya creación se suele atribuir a Dizzy Gillespie y Charlie Parker.
Entre 1947 y 1952 fueron numerosos los artistas de bebop que grabaron con Blue Note, el pianista Thelonious Monk, el baterista Art Blakey, el pianista Tadd Dameron, los trompetistas Fats Navarro y Howard McGhee, el saxofonista James Moody y el pianista Bud Powell. Las grabaciones de Monk para Blue Note entre 1947 y 1952 no se vendieron bien, pero con el tiempo han llegado a ser consideradas como las más importantes de su carrera. Las sesiones de Powell se clasifican comúnmente entre sus mejores trabajos. J. J. Johnson y el trompetista Miles Davis grabaron varias sesiones para Blue Note entre 1952 y 1954, pero para entonces los músicos que habían creado el bebop estaban comenzando ya a explorar otros estilos.
En 1951, Blue Note publicó sus primeros vinilos de 10". Pronto, el sello estaba grabando talentos emergentes como Horace Silver (que se quedaría con Blue Note por un cuarto de siglo) y Clifford Brown. Una diferencia entre Blue Note y otras compañías independientes fue que a los músicos se les pagó por el tiempo de ensayo antes de la sesión de grabación, lo que ayudó a asegurar un mejor resultado final en el disco. El productor Bob Porter de Prestige Records dijo en una ocasión que "la diferencia entre Blue Note y Prestige es de dos días de ensayo". A mediados de la década de los 50, el formato 10" dio paso al de 12" y Jimmy Smith, el organista de Hammond, que había firmado con el sello en 1956, presentó en el primer LP de la discográfica con el nuevo formato. Smith se convertiría con el tiempo en uno de los músicos con mayores ventas de la compañía.
Durante la segunda mitad de la década de 1950 se produjeron grabaciones de debut para Blue Note por, entre otros, Hank Mobley, Lee Morgan, Herbie Nichols, Sonny Clark, Kenny Dorham, Kenny Burrell, Jackie McLean, Donald Byrd y Lou Donaldson. A comienzos de la década de 1960, Dexter Gordon se unió al elénco de la compañía. Gordon era un saxofonista de la época del bebop que había pasado varios años en prisión por delitos de narcóticos, e hizo varios álbumes para Blue Note durante un período de cinco años. Gordon también apareció en el álbum debut de Herbie Hancock a mediados de la década. Los cuatro miembros más jóvenes del quinteto de Miles Davis; Hancock, Wayne Shorter, Ron Carter y Tony Williams estuvieron grabando para el sello durante esta época. Hancock y Shorter en particular produjeron una sucesión de álbumes excelentes de diversos estilos. Carter no grabó bajo su propio nombre hasta el renacimiento de la etiqueta en la década de 1980, pero tocó el contrabajo en muchas sesiones de otros músicos. También grabó, tanto como líder, como músico de sesión el trompetista Freddie Hubbard. Una de las características de la compañía durante este período fue la calidad del grupo de músicos de sesión que acompañaron en las grabaciones de otros artistas para el sello y que estaba formado por Hubbard, Hancock, Ron Carter, Grant Green, Joe Henderson, Kenny Dorham, Lee Morgan, Blue Mitchell, Hank Mobley y muchos otros.
Blue Note fue adquirida por Liberty Records en 1965. Alfred Lion se retiró en 1967. Durante algunos años, muchos álbumes fueron producidos por el pianista  Duke Pearson y Francis Wolff, pero este último falleció en 1971.

## Portadas
En 1956, Blue Note contrató a Reid Miles, un diseñador gráfico que había trabajado en la revista Esquire. Miles diseñó cientos de portadas, en muchas ocasiones en colaboración con el fotógrafo Francis Wolff, y se convirtió en un referente para el diseño gráfico del siglo XX. Bajo la dirección de Miles, Blue Note era conocida por sus llamativos e inusuales diseños de portadas de álbumes. El diseño gráfico de Miles se distinguió por sus fotografías en blanco y negro tintadas, el uso creativo de tipos de letra sans-serif y la paleta de colores restringida (a menudo en blanco y negro con un solo color), y el uso frecuente de bandas de color rectangulares o blancas por la escuela de diseño Bauhaus.
Aunque el trabajo de Miles está estrechamente relacionado con Blue Note, este era poco aficionado al jazz. La compañía le dio varias copias de cada uno de los álbumes que diseñó, pero Miles dio la mayoría a amigos o los vendió a tiendas de discos de segunda mano. 
Algunas portadas de discos de mitad de los cincuenta presentaban dibujos de un entonces desconocido Andy Warhol.